# ما چائو
ما چائو () (۲۲۲–۱۷۶)،  با نام محترم منگکی، ژنرال نظامی و جنگ سالار چینی بود که در اواخر سلسله هان شرقی و اوایل دوره سه پادشاهی چین زندگی می‌کرد. ما چائو از نوادگان ژنرال ما یوان و پسر ارشد ما تنگ، یک فرمانده جنگی برجسته در استان لیانگ (بخش‌هایی از شمال غربی چین) بود. در سال ۲۱۱، او با هان سوئی و دیگر جنگ سالاران شمال غربی ائتلافی تشکیل داد و علیه دولت مرکزی هان، که توسط جنگ‌سالار سائو سائو رهبری می‌شد، شورش کرد. ائتلاف پس از شکست در نبرد تانگ پاس در برابر نیروهای سائو سائو از هم پاشید. ما چائو در ابتدا عقب‌نشینی کرد، اما بعداً با کشتن بازرس استانی وی کانگ و مجبور کردن زیردستان وی کانگ برای حمله و کنترل استان لیانگ بازگشت. حدود یک سال پس از آغاز قیام ما چائو، امپراتور شیان با صدور فرمانی امپراتوری دستور اعدام اعضای خانواده ما چائو را صادر کرد که در آن زمان در شهر یی بودند. در این بین، زیردستان وی کانگ، به رهبری ژائو آنگ، یانگ فو و دیگران، علیه ما چائو شورش کردند و او را مجبور به ترک استان لیانگ کردند. ما چائو به فرماندهی هانژونگ عقب‌نشینی کرد، جایی که او از جنگ سالار ژانگ لو سرباز گرفت و برای حمله به استان لیانگ بازگشت اما در نهایت شکست خورد و عقب رانده شد. ما چائو برای مدتی در زیر ژانگ لو پناه گرفت تا اینکه در حدود سال ۲۱۴، زمانی که شنید که جنگ سالار لیو بی برای کنترل استان یی (که سیچوان و چونگ کینگ امروزی را پوشش می‌دهد) با فرماندار استان یی، لیو ژانگ، می‌جنگد. او به سمت لیو بی فرار کرد و به لیو بی در تصرف استان یی از لیو ژانگ کمک کرد. ما چائو از آن زمان به عنوان ژنرال زیر نظر لیو بی خدمت کرده بود و در سال ۲۱۹ در نبرد هانژونگ شرکت کرد. او در سال ۲۲۲ درگذشت.
مورخان و معاصران ما چائو به‌طور کلی دیدگاه منفی نسبت به او دارند. علاوه بر خیانت به دولت هان تحت کنترل سائو سائو، به دلیل ارتکاب تعدادی از اعمال ظالمانه بدنام بود: زمانی که هان سوئی را متقاعد کرد به او در شورش بپیوندد، به پدرش خیانت کرد. وقتی از ژانگ لو به لیو بی فرار کرد، همسر و پسرش را رها کرد. او مادر جیانگ ژو را پس از سرزنش او با خونسردی کشت. او پسر ژائو آنگ و وانگ یی را پس از اینکه علیه او شورش کردند و او را از استان لیانگ بیرون کردند، به قتل رساند.
در رمان تاریخی قرن چهاردهم، عاشقانه سه پادشاهی، ما چائو به عنوان یک جنگجوی قهرمان و یکی از پنج ژنرال ببر تحت رهبری لیو بی، معرفی شده‌است. در رمان، توصیف شخصیت او و همچنین ترتیب برخی از رویدادهای مربوط به او برای تأثیر دراماتیک به‌طور قابل توجهی اصلاح شده‌است. به عنوان مثال، در این رمان، او نبرد تانگ پس را برای انتقام گرفتن از سائو سائو به دلیل قتل خانواده اش آغاز کرد، اما از نظر تاریخی ابتدا با سائو سائو جنگ کرد و سپس اعضای خانواده اش حدود یک سال بعد درگیر و اعدام شدند. در این رمان، او همچنین در نبرد انفرادی به ترتیب در نبرد تانگ و نبرد جیامنگ با ژو چو و ژانگ فی درگیر شد، اما از نظر تاریخی، نبردها هرگز اتفاق نیفتادند و نبرد گذرگاه جیامنگ در واقع یک نبرد خیالی است.